# 24 uur van Daytona 2025
De 24 uur van Daytona 2025 (officieel de 2025 Rolex 24 at Daytona) was de 63e editie van deze endurancerace. De race werd verreden op 25 en 26 januari 2025 op de Daytona International Speedway nabij Daytona Beach, Florida.
De race werd gewonnen door de Porsche Penske Motorsport #7 van Felipe Nasr, Nick Tandy en Laurens Vanthoor. Nasr behaalde zijn tweede overwinning in de race, terwijl Tandy en Vanthoor voor het eerst zegevierden. De LMP2-klasse werd gewonnen door de United Autosports USA #22 van James Allen, Dan Goldburg, Rasmus Lindh en Paul di Resta. De GTD Pro-klasse werd gewonnen door de Ford Multimatic Motorsports #65 van Austin Cindric, Sebastian Priaulx en Mike Rockenfeller. De GTD-klasse werd gewonnen door de AWA #13 van Matt Bell, Orey Fidani, Lars Kern en Marvin Kirchhöfer.

## Hoofdrace
Winnaars in hun klasse zijn vetgedrukt.
| Pos. | Klasse  | No. | Team                                         | Coureurs                                                             | Chassis                          | Banden | Ronden |
| Pos. | Klasse  | No. | Team                                         | Coureurs                                                             | Motor                            | Banden | Ronden |
| ---- | ------- | --- | -------------------------------------------- | -------------------------------------------------------------------- | -------------------------------- | ------ | ------ |
| 1    | GTP     | 7   | Porsche Penske Motorsport                    | Felipe Nasr Nick Tandy Laurens Vanthoor                              | Porsche 963                      | M      | 781    |
| 1    | GTP     | 7   | Porsche Penske Motorsport                    | Felipe Nasr Nick Tandy Laurens Vanthoor                              | Porsche 9RD 4.6 L Turbo V8       | M      | 781    |
| 2    | GTP     | 60  | Acura Meyer Shank Racing with Curb-Agajanian | Tom Blomqvist Colin Braun Scott Dixon Felix Rosenqvist               | Acura ARX-06                     | M      | 781    |
| 2    | GTP     | 60  | Acura Meyer Shank Racing with Curb-Agajanian | Tom Blomqvist Colin Braun Scott Dixon Felix Rosenqvist               | Acura AR24e 2.4 L Turbo V6       | M      | 781    |
| 3    | GTP     | 6   | Porsche Penske Motorsport                    | Matt Campbell Kévin Estre Mathieu Jaminet                            | Porsche 963                      | M      | 781    |
| 3    | GTP     | 6   | Porsche Penske Motorsport                    | Matt Campbell Kévin Estre Mathieu Jaminet                            | Porsche 9RD 4.6 L Turbo V8       | M      | 781    |
| 4    | GTP     | 24  | BMW M Team RLL                               | Philipp Eng Kevin Magnussen Raffaele Marciello Dries Vanthoor        | BMW M Hybrid V8                  | M      | 780    |
| 4    | GTP     | 24  | BMW M Team RLL                               | Philipp Eng Kevin Magnussen Raffaele Marciello Dries Vanthoor        | BMW P66/3 4.0 L Turbo V8         | M      | 780    |
| 5    | GTP     | 10  | Cadillac Wayne Taylor Racing                 | Filipe Albuquerque Brendon Hartley Will Stevens Ricky Taylor         | Cadillac V-Series.R              | M      | 780    |
| 5    | GTP     | 10  | Cadillac Wayne Taylor Racing                 | Filipe Albuquerque Brendon Hartley Will Stevens Ricky Taylor         | Cadillac LMC55R 5.5 L V8         | M      | 780    |
| 6    | GTP     | 85  | JDC-Miller MotorSports                       | Bryce Aron Gianmaria Bruni Tijmen van der Helm Pascal Wehrlein       | Porsche 963                      | M      | 780    |
| 6    | GTP     | 85  | JDC-Miller MotorSports                       | Bryce Aron Gianmaria Bruni Tijmen van der Helm Pascal Wehrlein       | Porsche 9RD 4.6 L Turbo V8       | M      | 780    |
| 7    | GTP     | 25  | BMW M Team RLL                               | Robin Frijns Sheldon van der Linde René Rast Marco Wittmann          | BMW M Hybrid V8                  | M      | 777    |
| 7    | GTP     | 25  | BMW M Team RLL                               | Robin Frijns Sheldon van der Linde René Rast Marco Wittmann          | BMW P66/3 4.0 L Turbo V8         | M      | 777    |
| 8    | LMP2    | 22  | United Autosports USA                        | James Allen Dan Goldburg Rasmus Lindh Paul di Resta                  | Oreca 07                         | M      | 765    |
| 8    | LMP2    | 22  | United Autosports USA                        | James Allen Dan Goldburg Rasmus Lindh Paul di Resta                  | Gibson GK428 4.2 L V8            | M      | 765    |
| 9    | LMP2    | 74  | Riley                                        | Josh Burdon Felipe Fraga Felipe Massa Gar Robinson                   | Oreca 07                         | M      | 765    |
| 9    | LMP2    | 74  | Riley                                        | Josh Burdon Felipe Fraga Felipe Massa Gar Robinson                   | Gibson GK428 4.2 L V8            | M      | 765    |
| 10   | LMP2    | 52  | PR1/Mathiasen Motorsports                    | Mathias Beche Ben Keating Benjamin Pedersen Rodrigo Sales            | Oreca 07                         | M      | 764    |
| 10   | LMP2    | 52  | PR1/Mathiasen Motorsports                    | Mathias Beche Ben Keating Benjamin Pedersen Rodrigo Sales            | Gibson GK428 4.2 L V8            | M      | 764    |
| 11   | LMP2    | 18  | Era Motorsport                               | Paul-Loup Chatin Ryan Dalziel David Heinemeier Hansson Tobias Lütke  | Oreca 07                         | M      | 764    |
| 11   | LMP2    | 18  | Era Motorsport                               | Paul-Loup Chatin Ryan Dalziel David Heinemeier Hansson Tobias Lütke  | Gibson GK428 4.2 L V8            | M      | 764    |
| 12   | LMP2    | 99  | AO Racing                                    | Dane Cameron Jonny Edgar P. J. Hyett Christian Rasmussen             | Oreca 07                         | M      | 757    |
| 12   | LMP2    | 99  | AO Racing                                    | Dane Cameron Jonny Edgar P. J. Hyett Christian Rasmussen             | Gibson GK428 4.2 L V8            | M      | 757    |
| 13   | LMP2    | 04  | CrowdStrike Racing by APR                    | Colton Herta Malthe Jakobsen George Kurtz Toby Sowery                | Oreca 07                         | M      | 755    |
| 13   | LMP2    | 04  | CrowdStrike Racing by APR                    | Colton Herta Malthe Jakobsen George Kurtz Toby Sowery                | Gibson GK428 4.2 L V8            | M      | 755    |
| 14   | GTP     | 93  | Acura Meyer Shank Racing with Curb-Agajanian | Kakunoshin Ohta Álex Palou Nick Yelloly Renger van der Zande         | Acura ARX-06                     | M      | 741    |
| 14   | GTP     | 93  | Acura Meyer Shank Racing with Curb-Agajanian | Kakunoshin Ohta Álex Palou Nick Yelloly Renger van der Zande         | Acura AR24e 2.4 L Turbo V6       | M      | 741    |
| 15   | GTP     | 31  | Cadillac Whelen                              | Jack Aitken Earl Bamber Felipe Drugovich Frederik Vesti              | Cadillac V-Series.R              | M      | 731    |
| 15   | GTP     | 31  | Cadillac Whelen                              | Jack Aitken Earl Bamber Felipe Drugovich Frederik Vesti              | Cadillac LMC55R 5.5 L V8         | M      | 731    |
| 16   | GTD Pro | 65  | Ford Multimatic Motorsports                  | Christopher Mies Dennis Olsen Frédéric Vervisch                      | Ford Mustang GT3                 | M      | 723    |
| 16   | GTD Pro | 65  | Ford Multimatic Motorsports                  | Christopher Mies Dennis Olsen Frédéric Vervisch                      | Ford 5.4 L V8                    | M      | 723    |
| 17   | GTD Pro | 3   | Corvette Racing by Pratt Miller Motorsports  | Antonio García Daniel Juncadella Alexander Sims                      | Chevrolet Corvette Z06 GT3.R     | M      | 723    |
| 17   | GTD Pro | 3   | Corvette Racing by Pratt Miller Motorsports  | Antonio García Daniel Juncadella Alexander Sims                      | Chevrolet 5.5 L V8               | M      | 723    |
| 18   | GTD Pro | 64  | Ford Multimatic Motorsports                  | Austin Cindric Sebastian Priaulx Mike Rockenfeller                   | Ford Mustang GT3                 | M      | 723    |
| 18   | GTD Pro | 64  | Ford Multimatic Motorsports                  | Austin Cindric Sebastian Priaulx Mike Rockenfeller                   | Ford 5.4 L V8                    | M      | 723    |
| 19   | GTD Pro | 1   | Paul Miller Racing                           | Connor De Phillippi Kelvin van der Linde Madison Snow Neil Verhagen  | BMW M4 GT3 Evo                   | M      | 723    |
| 19   | GTD Pro | 1   | Paul Miller Racing                           | Connor De Phillippi Kelvin van der Linde Madison Snow Neil Verhagen  | BMW SS58B30T0 3.0 L Turbo I6     | M      | 723    |
| 20   | GTD Pro | 69  | GetSpeed                                     | Anthony Bartone Maxime Martin Fabian Schiller Luca Stolz             | Mercedes-AMG GT3 Evo             | M      | 723    |
| 20   | GTD Pro | 69  | GetSpeed                                     | Anthony Bartone Maxime Martin Fabian Schiller Luca Stolz             | Mercedes-AMG M159 6.2 L V8       | M      | 723    |
| 21   | GTD Pro | 81  | DragonSpeed                                  | Albert Costa Miguel Molina Thomas Neubauer Davide Rigon              | Ferrari 296 GT3                  | M      | 723    |
| 21   | GTD Pro | 81  | DragonSpeed                                  | Albert Costa Miguel Molina Thomas Neubauer Davide Rigon              | Ferrari 3.0 L Turbo V6           | M      | 723    |
| 22   | GTD Pro | 4   | Corvette Racing by Pratt Miller Motorsports  | Nick Catsburg Tommy Milner Nicolás Varrone                           | Chevrolet Corvette Z06 GT3.R     | M      | 723    |
| 22   | GTD Pro | 4   | Corvette Racing by Pratt Miller Motorsports  | Nick Catsburg Tommy Milner Nicolás Varrone                           | Chevrolet 5.5 L V8               | M      | 723    |
| 23   | GTD Pro | 77  | AO Racing                                    | Klaus Bachler Laurin Heinrich Alessio Picariello                     | Porsche 911 GT3 R (992)          | M      | 722    |
| 23   | GTD Pro | 77  | AO Racing                                    | Klaus Bachler Laurin Heinrich Alessio Picariello                     | Porsche 4.2 L Flat-6             | M      | 722    |
| 24   | GTD Pro | 91  | Trackhouse by TF Sport                       | Shane van Gisbergen Ben Keating Scott McLaughlin Connor Zilisch      | Chevrolet Corvette Z06 GT3.R     | M      | 722    |
| 24   | GTD Pro | 91  | Trackhouse by TF Sport                       | Shane van Gisbergen Ben Keating Scott McLaughlin Connor Zilisch      | Chevrolet 5.5 L V8               | M      | 722    |
| 25   | GTD     | 13  | AWA                                          | Matt Bell Orey Fidani Lars Kern Marvin Kirchhöfer                    | Chevrolet Corvette Z06 GT3.R     | M      | 719    |
| 25   | GTD     | 13  | AWA                                          | Matt Bell Orey Fidani Lars Kern Marvin Kirchhöfer                    | Chevrolet 5.5 L V8               | M      | 719    |
| 26   | GTD     | 120 | Wright Motorsports                           | Adam Adelson Ayhancan Güven Tom Sargent Elliott Skeer                | Porsche 911 GT3 R (992)          | M      | 719    |
| 26   | GTD     | 120 | Wright Motorsports                           | Adam Adelson Ayhancan Güven Tom Sargent Elliott Skeer                | Porsche 4.2 L Flat-6             | M      | 719    |
| 27   | GTD     | 27  | Heart of Racing Team                         | Mattia Drudi Tom Gamble Zacharie Robichon Casper Stevenson           | Aston Martin Vantage AMR GT3 Evo | M      | 719    |
| 27   | GTD     | 27  | Heart of Racing Team                         | Mattia Drudi Tom Gamble Zacharie Robichon Casper Stevenson           | Aston Martin 4.0 L Turbo V8      | M      | 719    |
| 28   | GTD Pro | 20  | Proton Competition                           | Matteo Cressoni Richard Lietz Thomas Preining Claudio Schiavoni      | Porsche 911 GT3 R (992)          | M      | 719    |
| 28   | GTD Pro | 20  | Proton Competition                           | Matteo Cressoni Richard Lietz Thomas Preining Claudio Schiavoni      | Porsche 4.2 L Flat-6             | M      | 719    |
| 29   | GTD     | 57  | Winward Racing                               | Lucas Auer Indy Dontje Philip Ellis Russell Ward                     | Mercedes-AMG GT3 Evo             | M      | 719    |
| 29   | GTD     | 57  | Winward Racing                               | Lucas Auer Indy Dontje Philip Ellis Russell Ward                     | Mercedes-AMG M159 6.2 L V8       | M      | 719    |
| 30   | GTD     | 96  | Turner Motorsport                            | Robby Foley Patrick Gallagher Jens Klingmann Jake Walker             | BMW M4 GT3 Evo                   | M      | 719    |
| 30   | GTD     | 96  | Turner Motorsport                            | Robby Foley Patrick Gallagher Jens Klingmann Jake Walker             | BMW SS58B30T0 3.0 L Turbo I6     | M      | 719    |
| 31   | GTD     | 19  | Van der Steur Racing                         | Valentin Hasse-Clot Anthony McIntosh Maxime Robin Rory van der Steur | Aston Martin Vantage AMR GT3 Evo | M      | 719    |
| 31   | GTD     | 19  | Van der Steur Racing                         | Valentin Hasse-Clot Anthony McIntosh Maxime Robin Rory van der Steur | Aston Martin 4.0 L Turbo V8      | M      | 719    |
| 32   | GTD     | 50  | AF Corse                                     | Riccardo Agostini Conrad Laursen Arthur Leclerc Custodio Toledo      | Ferrari 296 GT3                  | M      | 719    |
| 32   | GTD     | 50  | AF Corse                                     | Riccardo Agostini Conrad Laursen Arthur Leclerc Custodio Toledo      | Ferrari 3.0 L Turbo V6           | M      | 719    |
| 33   | GTD     | 83  | Iron Dames                                   | Sarah Bovy Rahel Frey Karen Gaillard Michelle Gatting                | Porsche 911 GT3 R (992)          | M      | 719    |
| 33   | GTD     | 83  | Iron Dames                                   | Sarah Bovy Rahel Frey Karen Gaillard Michelle Gatting                | Porsche 4.2 L Flat-6             | M      | 719    |
| 34   | GTD     | 32  | Korthoff Competition Motorsports             | Maximilian Götz Kenton Koch Seth Lucas Daniel Morad                  | Mercedes-AMG GT3 Evo             | M      | 719    |
| 34   | GTD     | 32  | Korthoff Competition Motorsports             | Maximilian Götz Kenton Koch Seth Lucas Daniel Morad                  | Mercedes-AMG M159 6.2 L V8       | M      | 719    |
| 35   | GTD Pro | 14  | Vasser Sullivan Racing                       | Ben Barnicoat Townsend Bell Kyle Kirkwood Aaron Telitz               | Lexus RC F GT3                   | M      | 704    |
| 35   | GTD Pro | 14  | Vasser Sullivan Racing                       | Ben Barnicoat Townsend Bell Kyle Kirkwood Aaron Telitz               | Toyota 2UR 5.0 L V8              | M      | 704    |
| DNF  | LMP2    | 88  | AF Corse                                     | Dylan Murry Nicklas Nielsen Luis Pérez Companc Matthieu Vaxivière    | Oreca 07                         | M      | 697    |
| DNF  | LMP2    | 88  | AF Corse                                     | Dylan Murry Nicklas Nielsen Luis Pérez Companc Matthieu Vaxivière    | Gibson GK428 4.2 L V8            | M      | 697    |
| DNF  | GTD     | 45  | Wayne Taylor Racing                          | Graham Doyle Danny Formal Trent Hindman Kyle Marcelli                | Lamborghini Huracán GT3 Evo 2    | M      | 689    |
| DNF  | GTD     | 45  | Wayne Taylor Racing                          | Graham Doyle Danny Formal Trent Hindman Kyle Marcelli                | Lamborghini 5.2 L V10            | M      | 689    |
| 38   | LMP2    | 11  | TDS Racing                                   | Mikkel Jensen Hunter McElrea Charles Milesi Steven Thomas            | Oreca 07                         | M      | 682    |
| 38   | LMP2    | 11  | TDS Racing                                   | Mikkel Jensen Hunter McElrea Charles Milesi Steven Thomas            | Gibson GK428 4.2 L V8            | M      | 682    |
| 39   | LMP2    | 73  | Pratt Miller Motorsports                     | Chris Cumming Pietro Fittipaldi Callum Ilott James Roe jr.           | Oreca 07                         | M      | 678    |
| 39   | LMP2    | 73  | Pratt Miller Motorsports                     | Chris Cumming Pietro Fittipaldi Callum Ilott James Roe jr.           | Gibson GK428 4.2 L V8            | M      | 678    |
| 40   | GTD     | 34  | Conquest Racing                              | Giacomo Altoè Manny Franco Cédric Sbirrazzuoli Daniel Serra          | Ferrari 296 GT3                  | M      | 673    |
| 40   | GTD     | 34  | Conquest Racing                              | Giacomo Altoè Manny Franco Cédric Sbirrazzuoli Daniel Serra          | Ferrari 3.0 L Turbo V6           | M      | 673    |
| 41   | GTD Pro | 48  | Paul Miller Racing                           | Augusto Farfus Dan Harper Max Hesse Jesse Krohn                      | BMW M4 GT3 Evo                   | M      | 668    |
| 41   | GTD Pro | 48  | Paul Miller Racing                           | Augusto Farfus Dan Harper Max Hesse Jesse Krohn                      | BMW SS58B30T0 3.0 L Turbo I6     | M      | 668    |
| DNF  | GTD     | 78  | Forte Racing                                 | Mario Farnbacher Misha Goikhberg Parker Kligerman Franck Perera      | Lamborghini Huracán GT3 Evo 2    | M      | 591    |
| DNF  | GTD     | 78  | Forte Racing                                 | Mario Farnbacher Misha Goikhberg Parker Kligerman Franck Perera      | Lamborghini 5.2 L V10            | M      | 591    |
| DNF  | GTD     | 80  | Lone Star Racing                             | Scott Andrews Ralf Aron Eric Filgueiras Dan Knox                     | Mercedes-AMG GT3 Evo             | M      | 584    |
| DNF  | GTD     | 80  | Lone Star Racing                             | Scott Andrews Ralf Aron Eric Filgueiras Dan Knox                     | Mercedes-AMG M159 6.2 L V8       | M      | 584    |
| DNF  | GTD     | 12  | Vasser Sullivan Racing                       | Jack Hawksworth Kyle Kirkwood Frankie Montecalvo Parker Thompson     | Lexus RC F GT3                   | M      | 573    |
| DNF  | GTD     | 12  | Vasser Sullivan Racing                       | Jack Hawksworth Kyle Kirkwood Frankie Montecalvo Parker Thompson     | Toyota 2UR 5.0 L V8              | M      | 573    |
| DNF  | GTD     | 023 | Triarsi Competizione                         | Riccardo Agostini Alessio Rovera Charlie Scardina Onofrio Triarsi    | Ferrari 296 GT3                  | M      | 569    |
| DNF  | GTD     | 023 | Triarsi Competizione                         | Riccardo Agostini Alessio Rovera Charlie Scardina Onofrio Triarsi    | Ferrari 3.0 L Turbo V6           | M      | 569    |
| DNF  | GTD     | 21  | AF Corse                                     | Kei Cozzolino Simon Mann Alessandro Pier Guidi Lilou Wadoux          | Ferrari 296 GT3                  | M      | 555    |
| DNF  | GTD     | 21  | AF Corse                                     | Kei Cozzolino Simon Mann Alessandro Pier Guidi Lilou Wadoux          | Ferrari 3.0 L Turbo V6           | M      | 555    |
| DNF  | LMP2    | 43  | Inter Europol Competition                    | Tom Dillmann António Félix da Costa Jon Field Bijoy Garg             | Oreca 07                         | M      | 430    |
| DNF  | LMP2    | 43  | Inter Europol Competition                    | Tom Dillmann António Félix da Costa Jon Field Bijoy Garg             | Gibson GK428 4.2 L V8            | M      | 430    |
| DNF  | GTD     | 66  | Gradient Racing                              | Till Bechtolsheimer Tatiana Calderón Joey Hand Harry Tincknell       | Ford Mustang GT3                 | M      | 425    |
| DNF  | GTD     | 66  | Gradient Racing                              | Till Bechtolsheimer Tatiana Calderón Joey Hand Harry Tincknell       | Ford 5.4 L V8                    | M      | 425    |
| DNF  | GTD     | 70  | Inception Racing                             | David Fumanelli Brendan Iribe Ollie Millroy Frederik Schandorff      | Ferrari 296 GT3                  | M      | 392    |
| DNF  | GTD     | 70  | Inception Racing                             | David Fumanelli Brendan Iribe Ollie Millroy Frederik Schandorff      | Ferrari 3.0 L Turbo V6           | M      | 392    |
| DNF  | GTD     | 36  | DXDT Racing                                  | Pipo Derani Charlie Eastwood Alec Udell Salih Yoluç                  | Chevrolet Corvette Z06 GT3.R     | M      | 355    |
| DNF  | GTD     | 36  | DXDT Racing                                  | Pipo Derani Charlie Eastwood Alec Udell Salih Yoluç                  | Chevrolet 5.5 L V8               | M      | 355    |
| DNF  | GTP     | 5   | Proton Competition                           | Julien Andlauer Neel Jani Nico Pino Tristan Vautier                  | Porsche 963                      | M      | 352    |
| DNF  | GTP     | 5   | Proton Competition                           | Julien Andlauer Neel Jani Nico Pino Tristan Vautier                  | Porsche 9RD 4.6 L Turbo V8       | M      | 352    |
| DNF  | GTD     | 47  | Cetilar Racing                               | Antonio Fuoco Nicola Lacorte Roberto Lacorte Lorenzo Patrese         | Ferrari 296 GT3                  | M      | 336    |
| DNF  | GTD     | 47  | Cetilar Racing                               | Antonio Fuoco Nicola Lacorte Roberto Lacorte Lorenzo Patrese         | Ferrari 3.0 L Turbo V6           | M      | 336    |
| DNF  | GTP     | 40  | Cadillac Wayne Taylor Racing                 | Louis Delétraz Kamui Kobayashi Alex Lynn Jordan Taylor               | Cadillac V-Series.R              | M      | 245    |
| DNF  | GTP     | 40  | Cadillac Wayne Taylor Racing                 | Louis Delétraz Kamui Kobayashi Alex Lynn Jordan Taylor               | Cadillac LMC55R 5.5 L V8         | M      | 245    |
| DNF  | LMP2    | 2   | United Autosports USA                        | Nick Boulle Ben Hanley Oliver Jarvis Garnet Patterson                | Oreca 07                         | M      | 239    |
| DNF  | LMP2    | 2   | United Autosports USA                        | Nick Boulle Ben Hanley Oliver Jarvis Garnet Patterson                | Gibson GK428 4.2 L V8            | M      | 239    |
| 55   | LMP2    | 8   | Tower Motorsports                            | Sebastián Álvarez Sébastien Bourdais John Farano Job van Uitert      | Oreca 07                         | M      | 765    |
| 55   | LMP2    | 8   | Tower Motorsports                            | Sebastián Álvarez Sébastien Bourdais John Farano Job van Uitert      | Gibson GK428 4.2 L V8            | M      | 765    |
| DNF  | GTD Pro | 9   | Pfaff Motorsports                            | Andrea Caldarelli James Hinchcliffe Marco Mapelli Jordan Pepper      | Lamborghini Huracán GT3 Evo 2    | M      | 227    |
| DNF  | GTD Pro | 9   | Pfaff Motorsports                            | Andrea Caldarelli James Hinchcliffe Marco Mapelli Jordan Pepper      | Lamborghini 5.2 L V10            | M      | 227    |
| DNF  | GTD Pro | 007 | Heart of Racing Team                         | Roman De Angelis Ross Gunn Alex Riberas Marco Sørensen               | Aston Martin Vantage AMR GT3 Evo | M      | 217    |
| DNF  | GTD Pro | 007 | Heart of Racing Team                         | Roman De Angelis Ross Gunn Alex Riberas Marco Sørensen               | Aston Martin 4.0 L Turbo V8      | M      | 217    |
| DNF  | GTD     | 44  | Magnus Racing                                | Andy Lally John Potter Spencer Pumpelly Nicki Thiim                  | Aston Martin Vantage AMR GT3 Evo | M      | 170    |
| DNF  | GTD     | 44  | Magnus Racing                                | Andy Lally John Potter Spencer Pumpelly Nicki Thiim                  | Aston Martin 4.0 L Turbo V8      | M      | 170    |
| DNF  | GTD     | 021 | Triarsi Competizione                         | James Calado Stevan McAleer Sheena Monk Mike Skeen                   | Ferrari 296 GT3                  | M      | 688    |
| DNF  | GTD     | 021 | Triarsi Competizione                         | James Calado Stevan McAleer Sheena Monk Mike Skeen                   | Ferrari 3.0 L Turbo V6           | M      | 688    |
| DNF  | GTD Pro | 75  | 75 Express                                   | Maro Engel Jules Gounon Mikaël Grenier Kenny Habul                   | Mercedes-AMG GT3 Evo             | M      | 150    |
| DNF  | GTD Pro | 75  | 75 Express                                   | Maro Engel Jules Gounon Mikaël Grenier Kenny Habul                   | Mercedes-AMG M159 6.2 L V8       | M      | 150    |
| DNF  | GTP     | 63  | Automobili Lamborghini Squadra Corse         | Mirko Bortolotti Romain Grosjean Daniil Kvjat Edoardo Mortara        | Lamborghini SC63                 | M      | 34     |
| DNF  | GTP     | 63  | Automobili Lamborghini Squadra Corse         | Mirko Bortolotti Romain Grosjean Daniil Kvjat Edoardo Mortara        | Lamborghini 3.8 L Turbo V8       | M      | 34     |

1962 · 1963 · 1964 · 1965 · 1966 · 1967 · 1968 · 1969 · 1970 · 1971 · 1972 · 1973 · 1974 · 1975 · 1976 · 1977 · 1978 · 1979 · 1980 · 1981 · 1982 · 1983 · 1984 · 1985 · 1986 · 1987 · 1988 · 1989 · 1990 · 1991 · 1992 · 1993 · 1994 · 1995 · 1996 · 1997 · 1998 · 1999 · 2000 · 2001 · 2002 · 2003 · 2004 · 2005 · 2006 · 2007 · 2008 · 2009 · 2010 · 2011 · 2012 · 2013 · 2014 · 2015 · 2016 · 2017 · 2018 · 2019 · 2020 · 2021 · 2022 · 2023 · 2024 · 2025